# Cinema (album, Nazareth)
Cinema je šestnácté studiové album skotské hardrockové skupiny Nazareth. Vydáno bylo v únoru roku 1986 společností Vertigo Records. Nahráno bylo ve studiích Pearl Sound Studios v michiganském Cantonu a ve skotských Cava Sound Workshops a Castle Sound Studios. Mixování nahrávky probíhalo ve farnhamském studiu Jacobs Studios. Producentem alba byl Eddie Delana.

## Seznam skladeb
1. „Cinema“ – 4:41
2. „Juliet“ – 4:08
3. „Just Another Heartache“ – 5:04
4. „Other Side of You“ – 3:44
5. „Hit the Fan“ – 3:37
6. „One from the Heart“ – 4:24
7. „Salty Salty“ – 3:48
8. „White Boy“ – 5:08
9. „A Veteran's Song“ – 5:29

## Obsazení
- Dan McCafferty – zpěv
- Pete Agnew – baskytara, doprovodné vokály
- Manny Charlton – kytara
- Darrell Sweet – bicí, doprovodné vokály